# 第25潜水艦師団 (ロシア海軍)
第25潜水艦師団（25-я Дивизия подводных лодок）は、ロシア海軍太平洋艦隊の北東軍集団に所属する師団級部隊。
プロジェクト955（Borei）型及びプロジェクト955A（Borei A）型弾道弾原子力潜水艦を装備し、敵領土に対する核打撃を任務とする。カムチャツカのルイバチー港（ヴィリュチンスク市）が母港。プロジェクト667BDR（Delta III）型も以前は運用されていた。

## 沿革

### ソ連海軍
- 1973年10月31日：第3潜水艦小艦隊において第25師団編成。
- 1973年11月：第2潜水艦小艦隊（ロシア語版）に所属。

### ロシア連邦海軍
- 1998年5月：第2潜水艦小艦隊改編に伴い、第16潜水艦戦隊に所属。
- 2013年：プロジェクト955「ボレイ」型 K-550「アレクサンドル・ネフスキー」が師団に配属された[1]。師団は2020年までに合計で4隻のボレイ型を保有する計画である[2]。
- 2014年12月19日：ボレイ型のK-551「ウラジミール・モノマフ」が師団に加わった。2015年には、K-551及びK-550が常設即応部隊の一部となる[3]。

## 装備

### プロジェクト955（Borei）原子力潜水艦
2隻を装備。
- K-550 アレクサンドル・ネフスキー
- K-551 ウラジミール・モノマフ

### プロジェクト955A（Borei A）原子力潜水艦
3隻を装備。
- K-552 クニャージ・オレグ
- K-553 ゲネラリーシムス・スヴォーロフ
- K-554 インペラトール・アレクサンダー3世

## 過去の装備

### プロジェクト667BDR（Delta III）原子力潜水艦
各潜水艦は、核弾頭搭載のP-29P（SS-N-18）潜水艦発射弾道ミサイルを装備する。以前北方艦隊に属していた艦も集約していたため、運用末期には同タイプの潜水艦を運用する唯一の部隊であった。
- K-211ペトロパヴローフスク・カムチャツキィ（Петропавловск-Камчатский） - 2019年以降に除籍[4]
- K-223ポドリスク（Подольск） - 2019年以降に除籍[4]
- K-433シヴァトイ・ゲオルギー・ポベドノーセッツ（Св. Георгий Победоносец） - 2019年以降に除籍[4]
- K-44リャザン - 退役済み[5]
- K-506ゼレノグラード（Зеленоград）2010年に退役した。

## 歴代師団長
| 職名   | 就任年              | 氏名                             | 階級 |
| ------ | ------------------- | -------------------------------- | ---- |
| 師団長 | 1973年 -            | G.アヴドヒン                     | 少将 |
| 師団長 | -                   | V.プリヴァロフ                   | 少将 |
| 師団長 | -                   | G.スミロノフ                     |      |
| 師団長 | -                   | A.エレメンコ                     |      |
| 師団長 | -                   | V.ログロフ                       |      |
| 師団長 | -                   | V.ベジェルジノフ                 |      |
| 師団長 | -                   | ウラジーミル・ゴリジバエフ       |      |
| 師団長 | 1998年10月 - 1999年 | ヴャチェスラフ・シミンコヴィッチ | 大佐 |
| 師団長 | - 2002年            | アレクサンドル・トルストゥイフ   | 少将 |
| 師団長 | 2002年 - 2002年     | コンスタンチン・マクロフ         | 大佐 |
| 師団長 | -                   | セルゲイ・レキシュ               | 少将 |